# Divini István
Divini István (17. század – 18. század) költő, katona.
A 18. század elején II. Rákóczi Ferenc seregében volt katona. Összegyűjtötte a korabeli dalokat, amelyek közt az ő saját szerzeményei is szerepelhetnek. Kéziratos gyűjteményének címe:
Militares Cantiones conscriptae per me Stephanum Divini. Anno quo dulce est pro patria mori. Adsis inceptis Christe benigne meis. 1707. dje 2. Martij. Két részre oszlik; az első rész a kuruc ajkakon divatozott dalokat, a második rész pedig „Nemzetes Benyiczky Péter szentelt vitéz" verseit tartalmazza. A kézirat Walther Imre birtokában volt, ki abból a Pesti Naplóban (1855. I. 80. sz.) mutatványokat közölt.